# Rikke på Grønland
Rikke på Grønland, også kaldet Menneskenes land, er en dansk dokumentarserie fra 1980 i 3 afsnit instrueret af Annelise Alexandrovitsch og Lennart Steen Alexandrovitsch efter manuskript af Kirsten Holst.

## Afsnit
| # | Titel                 | Første sendedag |
| --- | --------------------- | --------------- |
| 1 | "Vinter og sælfangst" |                 |
| Rikke har mødt sine nye venner i de uvante omgivelser omkring byen Angmagssalik. Hun ser, at meget er mere besværligt, f.eks. at få drikkevand i Grønland. Hun opdager også, at den snedækkede by i virkeligheden er én stor legeplads. Hun tager med grønlandske børn og et par voksne med på fangst i hundeslæde. Hun ser en sæl blive hevet op fra et hul i isen, og hun opdager, hvor kolossalt meget af sælen, der anvendes til vidt forskellige formål. |                       |                 |
| 2 | "Forår og trommedans" |                 |
| Foråret ser anderledes ud i Grønland. Der er ingen træer og buske. Rikke, som ikke er helt så modig som de grønlandske børn i naturen, følger med ned til havnen, hvor et skib sætter kurs mod Danmark. Hun ser også, hvordan et par støvlers skind smidiggøres (kamiuttes) af en gammel dame, og hun har været på besøg hos en anden håndværker, der laver dansemasker. En aften ser hun til ved åndemanerdans og finder ud af danse og leges betydning. Lige efter pinse sker der noget spændende i byen: Som det allersikreste forårstegn kommer der skib fra Danmark - det første efter 9 måneder. |                       |                 |
| 3 | "Sommer og udflugter" |                 |
| Rikke er kommet med op på fjeldet, hvor nogle af de andre børn spiser blomster! De spiser også beskøjter, som blødgøres i elvenes vand. De tager på en fisketur, som er lige ved at blive lidt farlig, og de ser et udsted - en sommerboplads - langt fra byen. Da de er hjemme igen, går de til kaffemik med optræden og lege. |                       |                 |